# Griselda (Scarlatti)
Griselda es una ópera seria en tres actos con música del compositor italiano Alessandro Scarlatti, la última de las óperas de Scarlatti que han llegado íntegras a la actualidad. El libreto es de Pietro Metastasio (1698-1782). Ya le habían puesto música Pollarolo y Antonio Maria Bononcini (Albinoni, Giovanni Bononcini y Vivaldi más tarde producirían otras versiones). Se basa en la historia de Patient Griselda del Decameron de Boccaccio alrededor de 1350. Se estrenó en 1721 en el Teatro Capranica de Roma en enero de 1721 con un elenco formado solo por hombres ((cinco castrati y un tenor).  

## Historia
Alessandro Scarlatti (Palermo, 2 de mayo de 1660 - Nápoles, 22 de octubre de 1725) fue un compositor italiano que resaltó por participar en la evolución de la ópera  a través del aria da capo, la obertura italiana y el recitativo, en este caso recitativo accompagnato o stromentale (orquesta de cuerda con bajo continuo). Sus obras siempre han sido muy desconocidas para el público, entre ellas destacan óperas italianas, ochocientas cantatas italianas, serenatas, madrigales, oratorios, motetes y cantatas sacras, una pasión, doce misas, sinfonías, concerti grossi, sonatas y piezas para órgano y clave. Pronto llamó la atención componiendo con tan solo con 18 años su primera ópera Gli Equivoci nel Sembiante. Griselda, fue la última ópera del compositor estrenada en Roma en 1721 y llevada a escena solo una vez. Se valora a Scarlatti como a una de las grandes figuras del estilo napolitano en Europa.
Es una ópera poco representada en la actualidad; en las estadísticas de Operabase aparece con sólo una representación en el período 2005-2010.

## Sinopsis
El Rey de la Casa Saluzzo, Gualtieri, decidió casarse con una joven de origen humilde  a quien hizo pasar terribles situaciones como simular la muerte de su hija o hacerla creer que se casaba con otra mujer para convencerse de que era la mujer perfecta. Al ver sus reacciones llenas de virtud, paciencia y comprensión, se da cuenta de que realmente era ella la mujer con la que quería compartir su vida.

## La obra (actos)
Primer Acto
Gualtiero el Rey de Sicilia se casa con una humilde pastora llamada Griselda, cosa que no gusta nada en la corte. Durante su matrimonio la somete a continuas humillaciones y sufrimientos como hacerla creer que cuando nace su primera hija, la debe esconder para evitar males mayores fingiendo su asesinato, mientras que en realidad la envía a Apulia con Conrado.  Más tarde los sicilianos se revelan ya que consideran que su rey es extremadamente cruel y amenazado por una nueva insurrección Gualtiero anuncia que renunciará a Griselda. Se ve obligado a casarse con otra mujer, Constanza, su hija secreta, la cual desconoce sus orígenes y quien realmente está enamorada de Roberto, hermano menor de Conrado, su tutor. Al verse obligada al matrimonio con Gualtiero cae en la desesperación.  
Segundo Acto
Griselda de vuelta a su casa en el campo, es perseguida por Ottone, quien está enamorado de ella y gozando del beneplácito del rey trata de conseguirla a cualquier precio, ella sin embargo le rechaza prefiriendo la muerte antes que unirse a otro hombre.
Tercer Acto
Finalmente todo se aclara, Ottone confiesa y el rey reconoce que todos los sufrimientos por los que ha hecho pasar a Griselda eran únicamente para cerciorarse de que era una mujer digna de casarse con él. Constanza se casa con Roberto y el pueblo reconoce a Griselda como reina triunfando el amor y la fidelidad. En este final se refleja la idea del trasfondo de la obra ilustrando que hasta la persona más humilde también tiene opción de ascender en la escala social valorándose la bondad y fidelidad humana.

## Intérpretes
De entre los muchos intérpretes que haya podido tener esta ópera, son destacables Antonio Bernacchi y Giovanni Carestini en los papeles del Rey Gualtiero y Costanza respectivamente en el propio día del estreno de la obra.
En la versión de René Jacobs, más reciente, encontramos el siguiente reparto: Griselda: Dorothea Röschmann, soprano. Rey Gualtiero: Lawrence Zazzo, contratenor. Ottone: Veronica Cangemi, soprano. Bernarda Fink, mezzo. Silvia Tro Santafé, mezzo. Kobie van Rensburg, tenor. Está formación fue la encargada de realizar la primera grabación en estudio de esta obra.

## Música
La ópera dura alrededor de tres horas y se organiza en tres actos más una potente obertura de tres movimientos. Destaca el uso de los instrumentos de viento-madera y el instrumento del cuerno que aparece en el Acto 1 en la escena del embarque, en el Acto 2 en la escena de caza, y la escena del jardín en el Acto 3.
A lo largo de la obra encontraremos destacables y variadas arias como:
Arias del Rey: Vorresti col tuo pianto y Ho in seno duo fiammelle.
Arias de Griselda: Mi rivedi, o Selva ombrosa, que abre el segundo acto, y Finirà, barbara sorte.
Ottone: Mi dimostra il tuo bel dono o Godi, bell' alma'.
Además también conformarán esta obra varios duetos, un trío, un cuarteto y un coro final además de interludios orquestales y muchos recitativos.
Si volvemos a hacer referencia a la música tratada por René Jacobs podemos decir que reúne el concepto dramático de las arias, la evolución de los recitativos y la importancia de la orquesta. La orquesta incluye un gran número de cuerdas, flautas, oboes, trompas y trompetas. El bajo continuo será interpretado en diferentes momentos por el clave, órgano, laúd, violonchelo o incluso el fagot. 

## Grabaciones selectas
- Griselda/Scarlatti/Jacobs
- Griselda/Vivaldi